# Gleisdreieck Leipzig
Als Gleisdreieck Leipzig wird ein 3,6 Hektar großes Areal im Leipziger Ortsteil Marienbrunn zwischen der Bahnstrecke Leipzig-Engelsdorf–Leipzig-Connewitz, der Bahnstrecke Leipzig–Hof und der Verbindungskurve Leipzig-Tabakmühle bezeichnet, das ein 1904/05 errichtetes denkmalgeschütztes Gebäudeensemble sowie einen Kleingartenverein beherbergt. Mit dem Eisenbahnkraftwerk Leipzig-Connewitz diente ein bis 1980 betriebenes Braunkohlekraftwerk zur Stromversorgung von Bahnanlagen wie Bahnhofsbeleuchtung und einem Bahnbetriebswerk. Von 2016 bis 2019 war das Kraftwerk als Black Triangle vom Arno-Nietzsche-Kulturkollektiv besetzt, 2021 wurden mit dem Projekt Gleisdreieck von der Leipziger Club- und Kulturstiftung Pläne für den Umbau zu einem Veranstaltungszentrum vorgestellt.

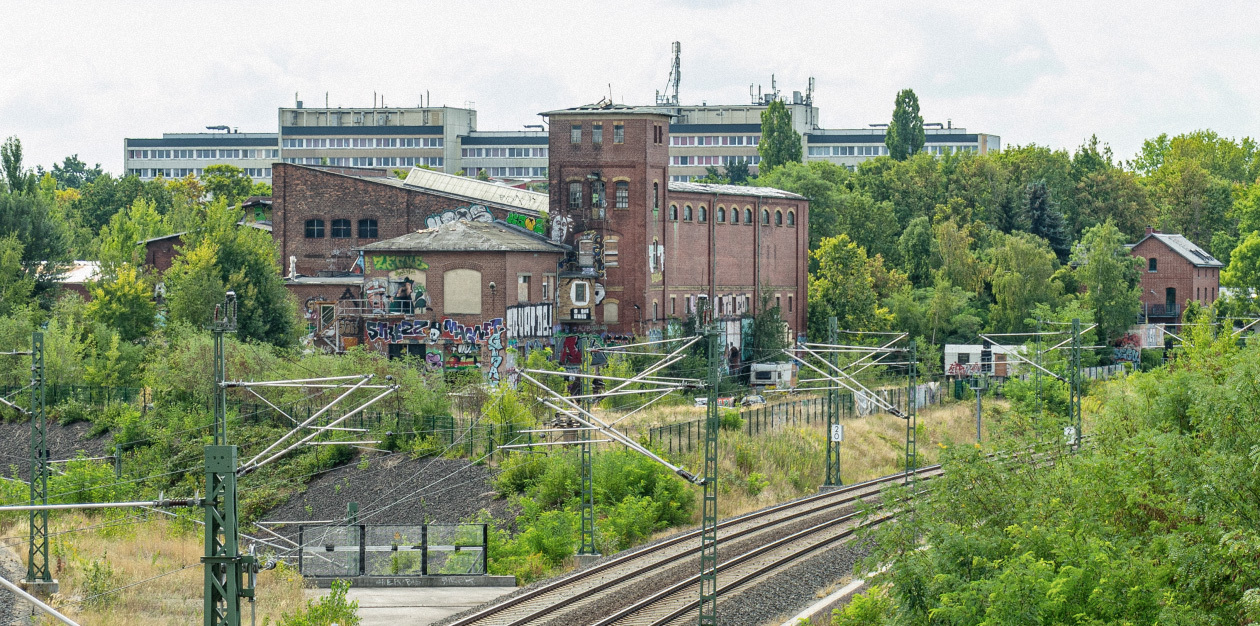
Das Gebäudeensemble (2018)

## Geschichte

### Eisenbahnkraftwerk Leipzig-Connewitz
Mit Baubeginn September 1904 wurde auf dem 3,6 Ha großen Gelände ein Kohlekraftwerk sowie vier kleinere Wohngebäudeerrichtet, bestehend aus Beamtenwohnhaus, Bahnmeisterei, Bahnwärterhaus und Bahnmeisterhaus. Im November 1905 wurde an das mit Braunkohle betriebene Kraftwerk das Reichsbahnausbesserungswerk Leipzig-Engelsdorf angeschlossen und dieses ab 1909 mit Strom versorgt. Das Werk wurde in zwei Baustufen errichtet, veranschlagt waren Kosten in Höhe von 1,6 Millionen ℳ, dies entspricht nach heutiger Kaufkraft 11,948 Millionen €. Die Dampfturbinen waren für 1,7 mW Höchstbelastung (Dreiphasenwechselstrom) ausgelegt, die Fernleitungen hatten eine Länge von 8 km. Mindestens bis Mitte der 1930er Jahre diente es auch der Versorgung der Beleuchtungsanlagen der ehemals sächsischen Bahnhöfe auf Leipziger Gebiet.
1908 wurde von Eisenbahnern der Kleingartenverein Reichsbahn Connewitz e.V. gegründet, der sich im südlichen und östlichen Teil des Geländes befindet. Während des Zweiten Weltkrieges wurde das Gelände von Bomben getroffen.
In der Sowjetischen Besatzung zwischen November 1946 und Januar 1947 wurden Umspanner demontiert, das Kraftwerk war zeitweise wegen Kohlemangel stillgelegt. Das Kohlekraftwerk wurde anschließend als VEB Bahnkraftwerk Leipzig Connewitz bis 1980 betrieben.
Von 1905 an bestand an der Bahnstrecke Leipzig–Hof ein eigener Gleisanschluss Anst Bahnkraftwerk Leipzig-Connewitz, der Anfang der 2000er beim Neubau des Überwerfungsbauwerk Süd zurückgebaut wurde. Das Gebäude wurde 1993 unter Denkmalschutz gestellt und bis 1994 für Instandhaltungen genutzt. Mit Kohlelager, Ölkeller und Werkstätten ist es im sächsischen Altlastenkataster erfasst.

### Black Triangle
Anfang Juni 2016 wurde das seit 1994 ungenutzte und zunehmend verfallende Objekt unter dem Namen Black Triangle durch das Arno-Nietzsche-Kulturkollektiv besetzt, am 23. Juni wurde die Deutsche Bahn durch einen Mitarbeiter auf die Besetzung aufmerksam. Am 1. Juli 2016 wurde in der Regionalgeschäftsstelle der Deutschen Bahn durch 15 bis 20 Personen die Forderung aufgestellt, der Gruppe das Objekt zu überlassen. Die Deutsche Bahn forderte das Kulturkollektiv zur Räumung auf. Mitte Juli 2016 weigerte sich eine Gerichtsvollzieherin eine einstweilige Verfügung zur Räumung zuzustellen, da die Namen der Besetzenden nicht zweifelsfrei identifizierbar waren. In der folgenden Zeit etablierte sich das Projekt als Kunst- und Veranstaltungsraum im Leipziger Süden und das Kulturkollektiv kümmerte sich um Instandhaltungsmaßnahmen, um den weiteren Verfall zu stoppen. Im Juli 2017 kam es zu einer solidarischen Besetzung von 12 weiteren Gebäuden in Leipzig. Nachdem bereits im Oktober 2016 die Deutsche Bahn mit einem Zwangsvollstreckungsverfahren zur Räumung bei dem Amts- sowie Landgericht gescheitert waren, bestätigte im Juli 2017 der Bundesgerichtshof diese Entscheidungen. Die Staatsanwaltschaft nahm Ermittlungen wegen Hausfriedensbruch auf und veranlasste Mitte Januar 2019 eine Durchsuchung zur Feststellung der Personalien der Besetzenden, die Polizei fand jedoch ein leeres Gebäude vor. Mit einer Demonstration am 16. Januar 2019 endete die Besetzung des Gebäudes.

### Projekt Gleisdreieck

Logo des Projekts Gleisdreieck

Im Juli 2019 wurde notariell das komplette Gelände an die Leipziger Club- und Kulturstiftung verkauft, die von den Betreibern der Clubs Distillery und TV-Club Leipzig gegründet wurde und das Kraftwerk zu einem Kreativ- und Musikzentrum umbauen möchte. Jedoch machte kurz vor Verstreichen der Frist die Stadt Leipzig von ihrem Vorkaufsrecht Gebrauch und erwarb Anfang 2022 das Gelände für 575.000 €, nach heutiger Kaufkraft 689.314 €. Anwohner und Kleingärtner kritisierten die zähe Kommunikation mit der Stiftung, äußerten Besorgnis über den zu erwartenden Lärm und übten daher Druck auf die Stadt aus. Diese entschied sich zur Wahrung der Interessen aller Beteiligten zum Erwerb des Geländes. Lediglich das circa ein Hektar große Areal mit dem Kraftwerk wurde an die Stiftung verkauft.
Von März 2021 bis Oktober 2022 führte die Stiftung in Kooperation mit Kreatives Sachsen einen Beteiligungsprozess durch, bei dem Wünsche, Anregungen und Kritik gesammelt wurden. 740 Personen nahmen an diesem Prozess teil. Die Stiftung veröffentlichte eine 48-seitige PDF Dokumentation & Handlungsempfehlungen zum Beteiligungsprozess.
Die Stiftung arbeitet mit der HTWK Leipzig zusammen mit dem Ziel einer autarken Energieversorgung durch Solar, Wärmerückgewinnung und weiteren Techniken. Für diesen Ansatz wurde die Stiftung 2022 mit dem eku – Zukunftspreis! des Sächsisches Staatsministerium für Energie, Klimaschutz, Umwelt und Landwirtschaft ausgezeichnet.
In ersten Planungen sollte das Gelände die durch Gentrifizierung von ihren ursprünglichen Standorten vertriebenen Clubs Distillery und TV-Club bereits 2025 aufnehmen, jedoch wird nicht vor 2035 mit dem Beginn des Kulturbetriebs gerechnet. Beide Clubs kommen daher an alternativen Standorte unter, so zieht die Distillery auf der Alten Messe in die Halle 7 und der TV-Club in den Kohlrabizirkus. Die Stiftung rechnet für die Sanierung und Ausbau mit einem Finanzbedarf von 18 Millionen €, den sie mit Krediten, Spendenaktionen und Fördermittel bestreiten möchte. So unterstützt die Beauftragte der Bundesregierung für Kultur und Medien mit 540.000 € aus dem Investitionsprogramm Industriekultur die Bestandssicherung im Dachbereich.